# Myopias castaneicola
Myopias castaneicola é uma espécie de formiga do gênero Myopias, pertencente à subfamília Ponerinae.